# Magnolia shiluensis
Magnolia shiluensis là một loài thực vật có hoa trong họ Magnoliaceae. Loài này được (Chun & Y.F.Wu) Figlar mô tả khoa học đầu tiên năm 2000.